# کولان
کولان (به انگلیسی: Cholane) با فرمول شیمیایی C۲۴H۴۲ یک ترکیب شیمیایی با شناسه پاب‌کم ۶۸۵۷۵۳۰ است. که جرم مولی آن ۳۳۰٫۵۹ g/mol می‌باشد. 

## نگارخانه